# Dorfkapelle Tregist

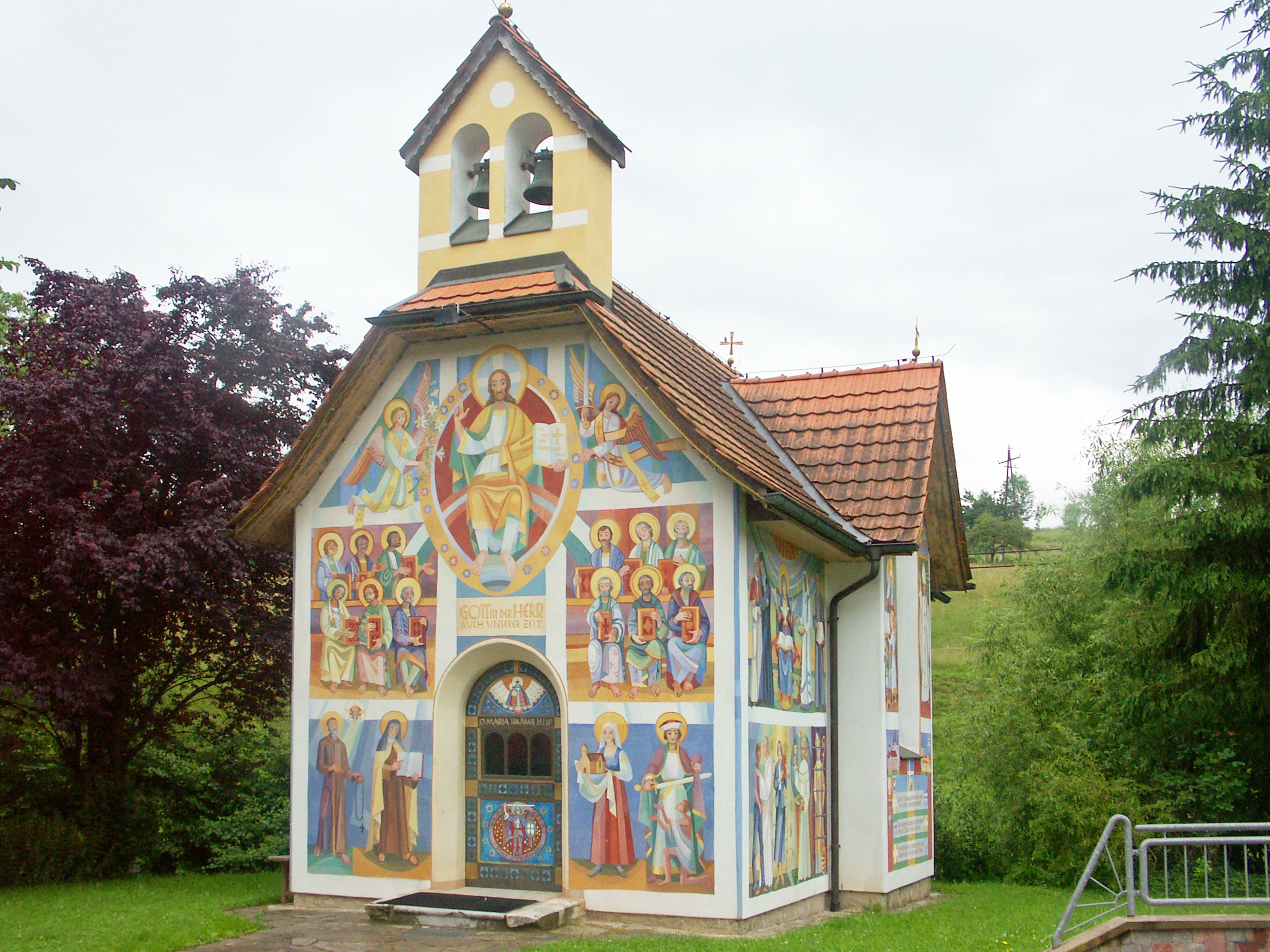
Dorfkapelle Maria Knotenlöserin (2008)

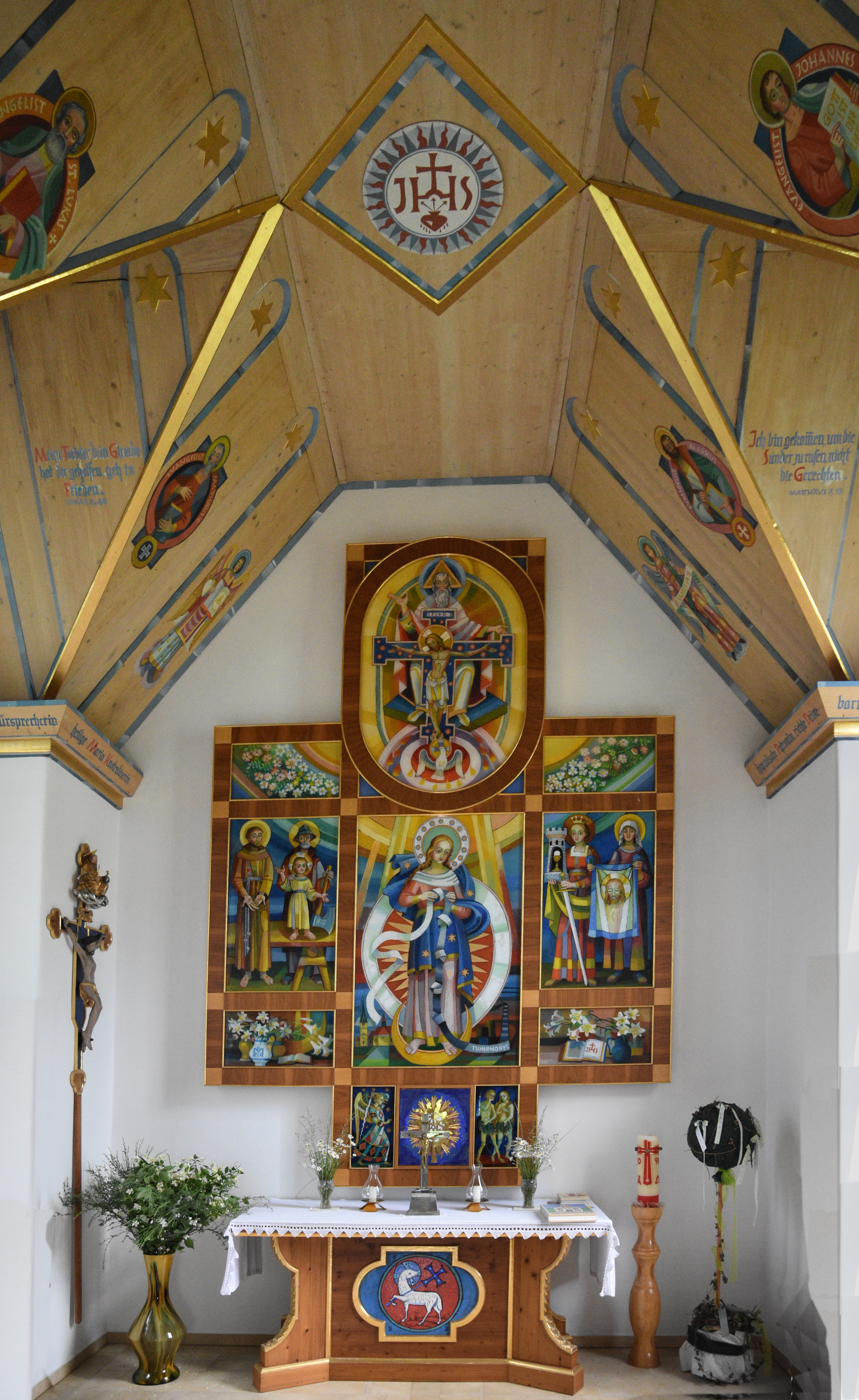
Altarraum mit Retabel von Franz Weiss

Die Dorfkapelle Tregist, auch Ortskapelle Tregist oder Kapelle Maria Knotenlöserin genannt, ist eine auf dem Gebiet der Stadtgemeinde Bärnbach in der Weststeiermark gelegene römisch-katholische Kapelle. Die der heiligen Maria gewidmete Kapelle untersteht der Pfarre Voitsberg und gehört damit zum Seelsorgeraum Voitsberg in der Region Steiermark Mitte der Diözese Graz-Seckau.
Eine erste Kapelle an diesem Standort wurde 1884 geweiht, in den 1950er-Jahren durch ein Hochwasser zerstört und anschließend abgetragen. Von 1986 bis 1989 wurde unter Mithilfe der Bevölkerung ein Neubau errichtet und von dem weststeirischen Bildhauer und Maler Franz Weiss künstlerisch gestaltet. Weiss gestaltete sowohl die Außenwände als auch den Innenraum in verschiedensten Kunsttechniken als Gesamtkunstwerk und führte fast alle künstlerischen Gestaltungselemente der Kapelle selbst aus. Einzig die beiden Glasfenster fertigte ein anderer Meister nach seinen Entwürfen.
Die Außenwände der Kapelle zieren großflächige und farbenfrohe Wandmalereien, die biblische Motive mit Darstellungen von Heiligen zeigen sowie Päpste und Personen, die sich um die Verkündigung der christlichen Botschaft verdient gemacht haben. So sieht man neben Heiligen wie Martin von Tours auch Mutter Teresa oder Hélder Câmara. In den Motiven wird immer wieder ein regionaler Bezug hergestellt, so etwa mit Häusern aus dem Umland der Kapelle, an denen Jesus das Kreuz vorbeiträgt. Auch die Besuche des Papstes in Österreich werden dargestellt. Das Hauptbild des Altars zeigt Maria Knotenlöserin, die Knoten aus einem Band löst. Durch eine Inschrift auf dem Band und die Darstellung des Kraftwerks nimmt es Bezug auf die Nuklearkatastrophe von Tschernobyl. In der Weihnachtszeit wird um die Kapelle ein Krippendorf aufgestellt, bestehend aus sechs Bildtafeln mit Motiven der Weihnachtsgeschichte. Das gesamte Bauwerk steht unter Denkmalschutz (Listeneintrag).

## Standort
Die Dorfkapelle steht im zur Stadtgemeinde Bärnbach gehörenden Teil der Streusiedlung Tregisttal, auf einer Seehöhe von rund 470 Metern, am linken Ufer des Tregistbaches. Der Tregistbach fließt etwa 5 Meter westlich an der Kapelle vorbei, während der Altsteigbach etwa 5 Meter südlich verläuft. Der Altsteigbach mündet direkt südwestlich der Kapelle in den Tregistbach. Beide Gewässer bilden die Gemeindegrenze zur Stadtgemeinde Voitsberg.
Unmittelbar östlich verläuft die Tregisttalstraße, die von Tregist nach Tregisttal führt und in diesem Ort endet. Das Gasthaus Alaunfabrik, das auf die ehemalige Alaunfabrik zurückgeht, steht 10 Meter östlich auf dem Gemeindegebiet von Voitsberg. Etwa 50 Meter südöstlich der Kapelle liegt die ehemalige Volksschule von Tregist, die zu einem Museum für die Werke von Franz Weiss umgestaltet wurde.

## Geschichte
Etwas südlich der heutigen Dorfkapelle stand am linken Ufer des Tregistbaches ursprünglich eine 1884 geweihte einfache Kapelle der nahe gelegenen ehemaligen Alaunfabrik, die um 1955 durch ein Hochwasser des Tregistbaches zerstört und anschließend abgetragen wurde. Der Künstler Franz Weiss wohnte in der Nähe der alten Kapelle und schätzte sie als Andachtsort. Schon als junger Malerschüler bei Rudolf Szyszkowitz hatte Weiss den Wunsch, die alte Kapelle auszumalen. So setzte er sich bereits kurze Zeit nach der Zerstörung dafür ein, das Bauwerk in seinem Stil neu zu errichten.
Der Bau der neuen Andachtsstätte begann in den 1980er-Jahren, wobei ein besser vor Hochwasser geschützter Standort in der unmittelbaren Nähe der alten Kapelle gesucht wurde. Wie die alte Kapelle, so wurde auch die neue Kapelle am linken Ufer des Tregistbaches errichtet. Das Grundstück für den Neubau stellten Annemarie und Engelbert Pignitter zur Verfügung, und am 29. Juni 1986 wurde es gesegnet. Franz Weiss stellte anlässlich der Segnung eine Widmungstafel mit einem darauf abgebildeten Kirchenmodell und dem Datum der Segnung auf. Durch die Lage der Kapelle in der Stadtgemeinde Bärnbach, aber im Pfarrsprengel von Voitsberg, wurde der Bau durch Förderungen von beiden Gemeinden unterstützt. Der eigentliche Bau der Kapelle begann im September 1986 und am 5. April 1987 wurde die Fertigstellung des Rohbaues mit der Weihe der Giebelkreuze gefeiert. Am 12. April 1987 wurden die beiden von der Bevölkerung gespendeten Glocken der Kapelle geweiht; die Weihe der Kapelle folgte am 15. Oktober 1989. An der Ausgestaltung des Bauwerks arbeitete Franz Weiss noch bis 1992 weiter.

## Architektur und Gestaltung

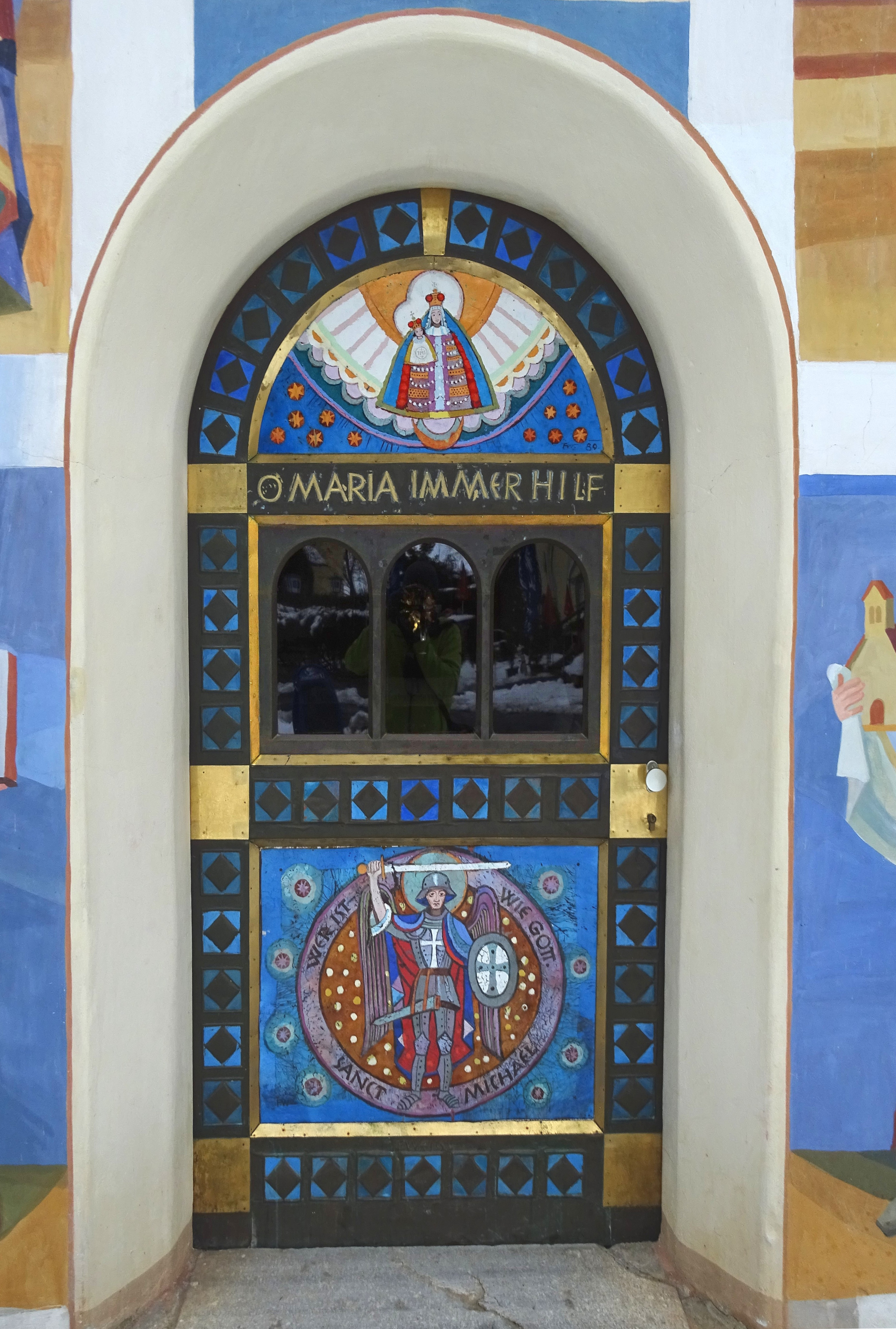
Eingang

Die Kapelle hat einen kreuzförmigen Grundriss und ist nach Nordwesten ausgerichtet. Der Grundriss entsteht durch das Querschiff vor dem Altarraum. Das Querschiff wurde kürzer als in einem ersten Plan ausgeführt. Die technische Bauplanung lag bei dem Architekten Anton Walter, während die Bauausführung Hubert Grinschgl oblag. Karl und Peter Weiss, zwei Brüder von Franz Weiss, führten den Innenausbau aus. Franz Weiss gestaltete zwischen 1986 und 1992 sowohl das Innere als auch das Äußere der neuen Kapelle. Die Innenwände und die Decke sowie drei Außenwände sind mit großflächigen Gemälden in Seccomalerei und Tempera versehen.

### Außenarchitektur
Die verputzten Außenwände sind glatt gehalten und außer an der nordwestlichen Seite mit zahlreichen Wandmalereien von Franz Weiss gestaltet. Im Südosten befindet sich eine rundbogige Eingangstür. Über der Eingangstür erhebt sich ein offener Dachreiter mit den Glocken der Kapelle. Langhaus und auch Querschiff haben mit Ziegeln gedeckte und nach unten hin leicht ausschwingende Satteldächer. An der südöstlichen Seite des Langhauses ist die Kante des Satteldaches über dem Eingang walmartig. An den Dachgräten über den Giebeln im Nordwesten, Südwesten und Nordosten ist je eine Kugel mit darauf aufgesetztem Kreuz angebracht. Der Dachreiter endet in einer Kugel mit einem aufgesetzten Patriarchenkreuz. An jeder Seite des Querschiffs fällt durch ein hohes Rundbogenfenster Licht in das Innere der Kapelle.
Die rundbogige Eingangstür der Kapelle ist mit Treibarbeiten aus Kupfer und mit Emailmalereien verziert. Das untere Türfeld zeigt den Erzengel Michael mit erhobenem Schwert vor einer Weltenscheibe stehend. Die Weltenscheibe ist von der Inschrift „Wer ist wie Gott. Sanct Michael“ umgeben. Das Bogenfeld der Tür trägt eine Darstellung der Gnadenmutter von Mariazell in einer Mandorla über der Inschrift „O MARIA IMMER HILF“. Beide Bildfelder werden durch ein Triforium voneinander getrennt, durch das man in das Kapelleninnere schauen kann.
Vor der Kapelle steht an der Gemeindegrenze zwischen Bärnbach und Voitsberg eine von Franz Weiss in Email gestaltete Grenztafel. Darauf steht ein Engel mit je einer Hand auf den Wappen der beiden Gemeinden. Zu seinen Füßen sind die Wappen Österreichs und der Steiermark sowie das Wappen von Papst Johannes Paul II. dargestellt, das aber statt einer goldenen (gelben) Tingierung eine silberne (weiße) aufweist.

### Wandmalereien
Mit Ausnahme der Westwand sind alle Außenwände mit Seccomalereien geschmückt, die zugleich die Wände gliedern. Sie stammen alle von Franz Weiss und entstanden zwischen 1986 und 1992. Die farbenfrohe Ausmalung kann als ungewöhnlich bezeichnet werden.

#### Ostwand
Die Ostwand der Kapelle ist durch Bänderungen in acht Bildfelder unterteilt. Diese Abgrenzungen sind fließend und werden teilweise von den dargestellten Figuren überschritten. Als Hauptbild über dem Eingang ist Jesus als Pantokrator oder Weltenherrscher in der Mandorla dargestellt. Die rechte Hand hat er zum Segen erhoben, in seiner linken Hand hält er eine aufgeschlagene Bibel und mit seinen Füßen steht er auf einer Weltkugel. Jesus sitzt statt auf einem Thron auf einem Regenbogen, der in den österreichischen Nationalfarben Rot-Weiß-Rot gehalten ist. Die Mandorla ist dunkelrot ausgelegt und in Gold gerahmt. Rund um den breiten Rahmen sind Kreise mit Sternen gemalt. Jesus wird von zwei knienden Engeln flankiert, links Erzengel Gabriel mit weißen Lilien und rechts Erzengel Michael mit dem Schwert in der Hand. Unterhalb des Jesusbildes, direkt über dem Eingang, steht der Satz „GOTT IST DER HERR AUCH UNSERER ZEIT“. Schräg unterhalb des Jesusbildes sind auf jeder Seite des Eingangs und der Inschrift je sechs der zwölf Apostel dargestellt. Der Regenbogenthron, auf dem Jesus sitzt, reicht bis zu den Aposteln und nimmt dort mit Weiß-Grün die steirischen Landesfarben an. Die Apostel halten Bibeln in den Händen und sind teilweise mit sprechenden Gesten als Verkünder der Heiligen Schrift dargestellt. Unter den Aposteln liegt die unterste Bildebene mit weiteren Heiligen, die als Zeugen des gelebten Glaubens angesehen werden. Auf jeder Seite der Eingangstür sind zwei Heilige dargestellt. Am linken Rand steht Nikolaus von Flue, ein Schweizer Einsiedler mit politischem Einfluss, in einer braunen Kutte und auf einen Stock gestützt. In der linken Hand hält er einen Rosenkranz. Über seinem Kopf schwebt in einem Kreis das Gesicht von Christus König. Neben ihm steht Teresa von Ávila im Ordensgewand der Karmelitinnen. Sie hält ein aufgeschlagenes Buch. Ihre Darstellung ist ein Verweis auf das nahe gelegene Karmelitinnenkloster auf dem Heiligen Berg bei Bärnbach. Diese beiden Heiligen sind Vertreter der Vita contemplativa, die ihr Leben dem Studium der Heiligen Schrift widmeten. Dem stehen auf der rechten Seite zwei Vertreter der Vita activa, also des in Taten gelebten Glaubens gegenüber. Als erste Vertreterin schließt rechts der Eingangstür die als Kirchengründerin bekannte Hemma von Gurk an, die ein Modell der Kapelle in den Händen hält. Den Abschluss auf der rechten Seite bildet Martin von Tours. Er zerschneidet seinen Mantel und schenkt einen Teil dem vor ihm knienden Bettler.

#### Nordwand
Die Nordwand ist in sieben Bildfelder unterteilt. Sie setzt die Reihe mit Persönlichkeiten des Glaubens in neuerer Zeit fort. Über den Figuren in der oberen Bildfläche am Langhaus schwebt das Rad des Himmels mit goldenen Speichen. Vom Rad fallen Tropfen der Gnade zu den Figuren. Im Zentrum dieser Bildfläche steht eine Darstellung von Maria. In ihrem Schoß liegt die aufgeschlagene Bibel, über der der Heilige Geist in Gestalt der Taube schwebt. Wie die Flügel der Taube breitet auch Maria ihre Arme aus. Bei der Gestaltung der Maria ließ Franz Weiss persönliche Bezüge einfließen und gab ihr die Gesichtszüge seiner Mutter. Zu ihren Füßen stehen gelbe Gladiolen. Zur Rechten von Maria ist die Begegnung von Papst Paul VI. mit dem Patriarchen Athinagoras von Konstantinopel am 5. Januar 1964 in Jerusalem dargestellt. Diese Begegnung führte zu einem Durchbruch in den Beziehungen zwischen römisch-katholischer Kirche und griechisch-orthodoxen Kirchen. Die Darstellung zeigt beide bei der Geste des Friedensgrußes. Zur Linken Marias steht Mutter Teresa, die durch ihren Einsatz für Arme, Obdachlose, Kranke und Sterbende weltweit bekannte indische Ordensfrau. In ihrer linken Hand hält sie einen Suppenteller als Symbol für die Speisung der Armen und ein Tropfen der Gnade trifft ihr Herz. Neben Mutter Teresa steht der Erzbischof und Befreiungstheologe Dom Hélder Câmara, der sich für die soziale Gerechtigkeit und als Kämpfer für Menschenrechte in Brasilien engagierte. Das untere Bildfeld ist von Lichtbahnen durchzogen; sie wirken, als würden sie vom Himmelsrad im oberen Bildfeld nach unten strahlen. Am linken Rand steht Frère Roger Schutz, der Gründer der ökumenischen Gemeinschaft von Taizé, bei der jährlich Tausende junge Menschen religiöse Selbstbesinnung suchen. Er trägt einen hellen Habit und ist im Gespräch mit einem Jugendlichen. Neben ihm steht die Schweizer Ärztin, Mystikerin und geistliche Schriftstellerin Adrienne von Speyr. Sie wird von zwei Sonnenblumen flankiert und hält als Zeichen für ihre zahlreichen Schriften ein Buch in die Höhe. Der Nächste ist der auch als „Speckpater“ bekannte Pater und Begründer des Hilfswerks Kirche in Not Werenfried van Straaten. Er steht vor einer Weltkugel, hält mit seiner rechten Hand einen Kelch in die Höhe und trägt in seiner linken Hand eine umgedrehte Melone, mit der er Spenden für sein Hilfswerk sammelte. Den Abschluss auf der rechten Seite macht der hinter Gittern stehende ungarische Erzbischof József Mindszenty, der mehrmals wegen seines Auftretens gegen Ungerechtigkeit inhaftiert wurde. Er gilt als eine Symbolfigur des Widerstandes gegen den Kommunismus in Ungarn.
Die Nordwand des Querschiffes ist den Papstbesuchen Johannes Pauls II. am 13. September 1983 in Mariazell und am 25. Juni 1988 in Gurk gewidmet. Im Giebelfeld über dem Fenster steht unter dem Auge der Vorsehung die Gnadenmutter von Mariazell. Auf jeder Seite der Gnadenmutter steht ein Kerzenleuchter mit je drei Kerzen. Im Hintergrund sieht man Waldreben und Rosen. Auf der linken Seite des Fensters steht die heilige Anna, wie sie die junge Maria mit einem Buch das Lesen lehrt. Ihren rechten Fuß hat Anna auf einen Schemel aufgesetzt, hinter dem eine Vase mit Marien- und Taglilien steht. Die weißen Marienlilien sind dabei zu Maria hin geneigt. Rechts vom Fenster steht Johannes Paul II. Unterhalb von Anna sieht man die Basilika Mariazell mit dem Datum des Papstbesuches. Auf der rechten Seite steht der Dom zu Gurk mit dem Datum des Besuches und dem damals gewählten Wappen. Zwischen diesen beiden Darstellungen und direkt unterhalb des Fensters ist eine Säule mit dem Papstwappen von Johannes Paul II., wiederum weiß statt gelb tingiert. Auf drei Spruchbändern unterhalb des Fensters steht das Weihegebet des Papstes, das er vor dem Mariazeller Gnadenaltar sprach. Am linken Rand dieser Fläche, unterhalb der Basilika von Mariazell, sind das Wappen des Diözesanbischofes Johann Weber und das Wappen des Weihbischofes Franz Lackner aufgemalt.
Die obere Bildfläche an der Nordwand des Altarraumes zeigt einen Schutzengel, vor dem zwei Kinder spielen und tanzen. Die untere Bildfläche ist nicht figürlich gestaltet, sondern gibt eine kurze Baubeschreibung mit einer Aufzählung der am Bau beteiligten Personen wieder.

#### Südwand
Beherrschende Motive der Südwand sind biblische Szenen der Passion und Auferstehung. Wie die Nordwand ist sie auch in sieben Bildfelder unterteilt. Das obere Bildfeld am Langhaus zeigt die Verklärung Jesu auf dem Berg Tabor, wie es im Evangelium geschildert ist: Jesus nimmt drei seiner Jünger, von denen zwei im Gemälde zu sehen sind, mit auf den Gipfel des Berges, wo sich sein Aussehen verändert und neben ihm Mose und Elija erscheinen (Lk 9,28-36 ). Jesus ist in Weiß gekleidet, vor einer geometrischen, im symbolischen Blau des Himmels gehaltenen Schmuckform. Jesus hat die linke Hand zum Segen gehoben. Zu seiner Linken steht Mose mit den Zehn Geboten, zur Rechten der Prophet Elija. Im Hintergrund der Szene strahlen die Sterne des Himmels sowie die Mondsichel. Das untere Bild zeigt die fünfte Station des Kreuzwegs: Simon von Cyrene hilft Jesus, das Kreuz zu tragen (Mt 27,32 ). Hier ist es aber nicht Simon, sondern ein einheimischer Bauer, der ihm hilft. Der Hintergrund stellt einen lokalen Bezug her, da man sowohl das Heimathaus von Franz Weiss als auch einige Bauernhöfe der näheren Umgebung sowie die alte Kapelle von Tregisttal erkennen kann. Das Gewand Jesu ist in Violett, der Passionsfarbe, gehalten, und diese Farbe lässt sich auch in der Kleidung des Bauern erkennen. Auf der linken Seite des Bildfeldes, am Längsbalken des Kreuzes, steht eine alte Frau mit Handtasche und Rosenkranz. Es ist die Tregisterin Hedwig Kurz, der Franz Weiss damit ein Denkmal setzte. Kurz unternahm von Herbst 1937 bis Ostern 1938 eine Fußwallfahrt nach Rom. Der Querbalken des Kreuzes ragt nach oben aus dem Bildfeld hinaus und wird zu einem Lichtstrahl, auf dem der verklärte Jesus im oberen Bildfeld steht.
Die Südwand des Querschiffes zeigt Szenen der Auferstehung Jesu. Im Giebelfeld sitzt ein Engel am leeren Grab. Rechts unter dem Engel ist ein Wappen mit dem Lamm Gottes angebracht. Links unter dem Engel fließt aus einem Kreuz das heilige Blut, das von drei Kelchen aufgefangen wird. Unter den Kelchen steht die Stadtpfarrkirche Voitsberg. Rechts neben dem Fenster steht der auferstandene Jesus in einem Feld mit Disteln. Ihm gegenüber kniet links vom Fenster in einem Feld mit orangefarbenen Taglilien Maria Magdalena, die ihn ansieht (Joh 2,11-18 ). Im Bildfeld unter dem Fenster ist Jesus im Grab dargestellt. Unterhalb verläuft ein Band aus Immergrün. Auf jeder Seite des Grabes steht ein Kerzenständer mit drei Kerzen auf dem linken und zwei auf dem rechten als Symbole für die Wundmale. Aus den Wundmalen sprießen insgesamt fünf Ähren, die als Frucht je eine Hostie ausbilden. Zwischen den Ähren und dem Grab verläuft der Spruch „DIES IST DAS BROT FÜR DAS LEBEN DER WELT“.
Das obere Bild an der Südwand des Altarraumes zeigt die Auffahrt Jesu in den Himmel. In der Mandorla entschwindet er durch die Wolkendecke den Blicken seiner Jünger (Lk 24,50-53 ). Auf der Weltkugel im Bild darunter hat er seine Fußabdrücke hinterlassen. Die Darstellung hat wieder einen regionalen Bezug. In der Weltkugel ist der Stolleneingang eines Bergwerkes eingelassen, den eine Inschrift als den Eingang der Grube Zangtal ausweist, in der von 1799 bis 1989 unter anderem die Graz-Köflacher Eisenbahn- und Bergbaugesellschaft Kohle abbaute. Unter dem Stolleneingang prangt das Wappen der Stadt Voitsberg.

### Innenarchitektur
Die Innenwände sind glatt verputzt. Der Dachstuhl ist mit einer Holzdecke aus gebleichtem Fichtenholz verkleidet, in die mehrere flache und hohe Rundbogennischen eingelassen sind. Vor dem Altar sind in den Fußboden ein Kreuz, drei ineinander übergehende Herzen sowie Alpha und Omega gefräst. Unter den Herzen steht das Wort „Maria“ sowie das Weihedatum der Kapelle.

### Deckenmalereien
Die Holzdecke ist mit von Franz Weiss geschaffenen Tafelmalereien geschmückt. Die nischenartigen Vertiefungen der Decke sind in Blau und Gold gerahmt und mit goldenen Sternen verziert. Zwischen den Nischen sind acht Engel sowie die vier Evangelisten dargestellt. Auf der linken Seite des Langhauses stehen ein Engel mit Blumen, daneben mit Krone und von Blumen umgeben der Engel des inneren Gebetes sowie der Siegesengel mit einem Blumenkranz und Kreuzstab. Ihnen gegenüber sind auf der rechten Langhausseite der Erzengel Raphael mit dem jungen Tobias, der Lobpreisengel mit einer Gitarre sowie der Engel der Betrachtung mit einem Buch dargestellt. Im Altarraum sind links ein Engel mit dem Auge der Vorsehung und rechts der Engel der ewigen Anbetung mit einem Schriftband abgebildet. Die Vierung zeigt das Christusmonogramm IHS. Im umlaufenden Deckengesims steht ein Gebet von Papst Johannes XXIII.; die Zitate in den Fensternischen sind den vier Evangelien entnommen.

## Ausstattung
Mit dem Vortragekreuz und dem Weihbrunnkessel stammen zwei der Gegenstände im Inventar der Kapelle aus dem alten Vorgängerbau. Das Vortragekreuz wurde von Franz Weiss zu einem Dreifaltigkeitskreuz umgestaltet und hängt an der Wand links neben dem Altar. Über dem gekreuzigten Jesus sind Gottvater und der Heilige Geist als Taube angebracht.

### Altar
Der mit Hinterglasmalerei in Acrylfarben auf Plexiglas von Franz Weiss gestaltete Altar zeigt das Hauptbild der Maria Knotenlöserin. Der Name und die Darstellung gehen auf ein Gemälde im Stift St. Peter in Augsburg zurück. Das Band steht symbolisch für die Verbindung des Menschen zu Gott, die durch die Ursünde wie durch einen Knoten gestört ist, den Maria löst. Weiss wählte das Motiv auch, um seine Dankbarkeit für die Führung durch sein Leben zum Ausdruck zu bringen, die er seiner Verehrung der Maria zuschrieb. Das Bild in Tregist entstand unter dem Eindruck der Nuklearkatastrophe von Tschernobyl im April 1986. Am linken Fuß Marias ist die Atomanlage abgebildet und auf dem verknoteten, dunkel gefärbten Band steht „Tschernobyl“. Am rechten Fuß Marias sieht man die Stadtpfarrkirche Voitsberg sowie die Voitsberger Michaelikirche. Zu den beiden Kirchen fällt das weiße und nicht mehr verknotete Band aus Marias Händen. Über dem Hauptbild des Retabels ist die Heilige Dreifaltigkeit als sogenannter Gnadenstuhl dargestellt. In der Tafel links des Hauptbildes stehen Franz von Assisi mit seinen Stigmata und Josef von Nazareth als Zimmermann mit dem Jesuskind. In der rechten Tafel stehen Barbara mit Schwert, Turm und Kelch sowie Veronika mit dem Schweißtuch. Unter dem Hauptbild, in der Predella des Altares, sind zwei Bildtafeln, die eine Einheit bilden. Links steht Erzengel Michael mit dem Flammenschwert und rechts Adam und Eva, die aus dem Paradies vertrieben sind (Genesis 3,7 ). Auf der Mensa des Altars ist das Lamm Gottes dargestellt.
Da die Farbe der Altarbilder abzublättern begann, wurden sie von 2010 bis 2013 von der Kunsthistorikerin Christina Pucher restauriert.

### Farbglasfenster
Die zwei Farbglasfenster fertigte Meister Odilo Kurka in der Werkstätte Schlierbach nach Entwürfen von Franz Weiss. Das als Weihnachtsfenster bezeichnete Fenster im nördlichen Querschiff zeigt unten die Verkündigung des Erzengels Gabriel an Maria, dass sie einen Sohn gebären wird (Lk 1,26–33 ), darüber die Geburt Jesu und oben den zwölfjährigen Jesus mit den Schriftgelehrten im Tempel (Lk 2,41ff ). Die Bilder des sogenannten Osterfensters im südlichen Querschiff beginnen mit der Pietà, der Mutter Maria mit ihrem toten Sohn, in der Mitte der auferstandene Jesus mit der Siegesfahne und darüber Jesus mit den beiden Jüngern, denen er nach seiner Auferstehung auf dem Weg nach Emmaus begegnet war und die ihn jetzt erkennen, als er wie beim Abendmahl vor seinem Leiden das Brot bricht (Lk 24,13–35 ).

## Glocken
Im offenen Dachreiter hängen zwei unterschiedlich große Glocken. Beide wurden durch Spenden aus der Bevölkerung finanziert und am 12. April 1987 geweiht.
| Nr. | Name                    | Gussjahr | Glockenzier                                                                          |
| --- | ----------------------- | -------- | ------------------------------------------------------------------------------------ |
| 1   |                         | 1987     | Kreuzemblem und Inschrift „HERR VERMEHRE UNS DEN GLAUBEN“                            |
| 2   | Familien-Friedensglocke | 1987     | Emblem der Gnadenmutter von Mariazell und Inschrift „VERLEIH UNS FRIEDEN GNÄDIGLICH“ |

## Kirchliches und Brauchtum
Die Dorfkapelle steht zwar auf dem Gemeindegebiet von Bärnbach, gehört aber zum Pfarrsprengel der Pfarre Voitsberg. Dieser Pfarre ist die Kapelle bereits seit ihrer Weihe unterstellt.
Jedes Jahr wird an einem Sonntag um den Weihetag der Kapelle (15. Oktober) eine heilige Messe gefeiert. Daneben ist die Kapelle auch Ort des kirchlichen Brauchtums. So dient sie als Station bei der Segnung der Osterspeisen am Karsamstag, regional als Fleischweihe bekannt. Auch Maiandachten und das Erntedankfest werden in ihr gehalten. Zu Weihnachten wird bei ihr das Friedenslicht zur Abholung aufgestellt.

## Krippendorf an der Kapelle
Zum 750-jährigen Jubiläum der Stadt Voitsberg fertigte Franz Weiss in den Jahren 1995 und 1996 ein Krippendorf. Es besteht aus sechs Bildtafeln, die jedes Jahr von Mariä Empfängnis (8. Dezember) bis Mariä Lichtmess (2. Februar) bei der Kapelle aufgestellt werden. Die Tafeln hängen in sechs von Anton Walter gezimmerten Krippenhäuschen. Die Szenen auf den Tafeln sind in Acryl gemalt. Jede Szene ist von einem Rahmen umgeben, in dem der begleitende Bibeltext steht.
Die Szenen des Krippendorfes stellen in ihren Motiven immer wieder regionale Bezüge her. Die erste Tafel zeigt die Verkündigung des Herrn (Lukas 1,28 ) durch den Erzengel Gabriel an die vor einem Betpult kniende Maria. Im Hintergrund der Szene sieht man die Voitsberger Michaelkirche, das Schloss Greißenegg, die Stadtpfarrkirche Voitsberg sowie das Dampfkraftwerk Voitsberg. Die nächste Szene zeigt die Verkündigung an die Hirten auf dem Felde durch einen Engel. Auch diese Szene stellt einen regionalen Bezug her, da die Schafe der Hirten vor der Burgruine Obervoitsberg weiden. In der dritten Szene sieht man die Geburt Christi in einem offenen Stall. Josef trägt einen grünen Janker und einen alpenländischen Hut. Bei der Anbetung der Könige (Matthäus 2,11 ) auf der nächsten Tafel trägt Josef eine einfache steirische Landestracht. Die fünfte Tafel zeigt die Darstellung des Herrn (Lukas 2,22 ) im Tempel von Jerusalem. Der Tempel ist als Säulenhalle dargestellt, die der Krypta im Dom zu Gurk ähnelt. Die Flucht nach Ägypten (Matthäus 2,14 ) ist die letzte Szene. Die Heilige Familie zieht dabei an der Pfarrkirche Bärnbach, der Pfarrkirche Piber sowie dem Schloss Alt-Kainach vorbei.